# Academia Catarinense de Letras
A Academia Catarinense de Letras (ACL) é a entidade literária máxima do estado brasileiro de Santa Catarina. A ACL está situada na Av. Hercílio Luz, município de Florianópolis.

## História
Com o objetivo de fomentar a produção literária e congregar os homens de letras em Santa Catarina, surgiu em 30 de outubro de 1920 a Sociedade Catarinense de Letras, a partir de convite de José Boiteux.
A ideia já havia sido lançada por duas vezes na década anterior pelo então jovem escritor Othon da Gama Lobo d'Eça, mas não vingou. Em 1924, inspirando-se na Academia Brasileira de Letras, a sociedade passa a ser denominada Academia Catarinense de Letras. Na época ainda estavam vagas dezesseis das quarenta cadeiras.
Ao contrário de outras academias semelhantes, a ACL contou com mulheres em seus quadros desde o início, com Delminda Silveira sendo a primeira titular da cadeira de número 10, e Maura de Senna Pereira a primeira titular da cadeira 38.

## Composição
A Academia Catarinense de Letras é composta por quarenta escritores nascidos ou que fizeram sua história em Santa Catarina. As cadeiras são vitalícias, ou seja, membros novos só podem ser escolhidos após o falecimento de algum membro atual. Quando uma cadeira está vaga, a Academia realiza uma eleição para escolher o novo membro. Qualquer pessoa pode se candidatar à vaga. 

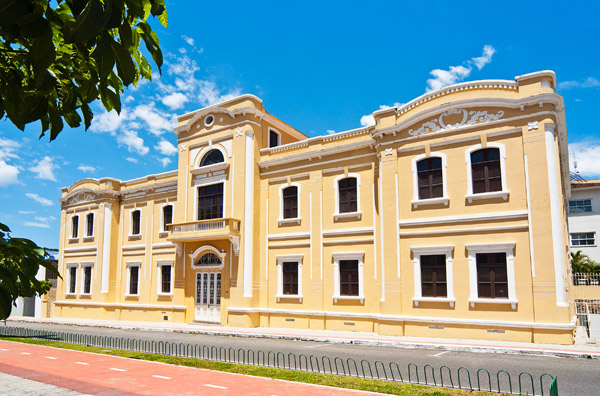
Casa José Boiteux, sede da ACL em Florianópolis.

## Diretoria
Biênio 2023-2024:
- Presidente: Lélia Pereira da Silva Nunes
- Vice-presidente: Moacir Pereira
- Secretária-geral: José Isaac Pilati
- 1ª Secretária: Maria Tereza de Queiroz Piacentini
- 2º Secretário: Roberto Rodrigues de Menezes
- 1º Tesoureiro: Marcos Laffin
- 2º Tesoureireo: Rudney Otto Pfützenreuter
- Conselho Fiscal: Umberto Grillo, Jali Meirinho, Artêmio Zanon, Napoleão Amarante e André Ghiggi Caetano da Silva.

## Relação dos imortais segundo a cadeira
| Cadeira | Patrono                               | Fundador                               | Sucessores |
| 1       | Álvaro de Carvalho                    | Clementino Fausto Barcelos de Brito    | Arnaldo Silveira Brandão ► Edy Leopoldo Tremel                                                                                         |
| 2       | Antero dos Reis Dutra                 | Laércio Caldeira de Andrada            | Silveira Júnior ► Urda Alice Klueger                                                                                                   |
| 3       | Carlos de Faria                       | Alfredo Filipe da Luz                  | Paulo Lago ► Moacir Pereira |
| 4       | Cláudio Luís da Costa                 | Luís Antônio Ferreira Gualberto        | Carlos da Costa Pereira ► José Ferreira da Silva ► João Alfredo Medeiros Vieira ► Rudney Otto Pfützenreuter                            |
| 5       | Crispim Mira                          | Leopoldo de Diniz Martins Júnior       | Theobaldo Costa Jamundá ► Francisco José Pereira ► Deonísio da Silva                                                                   |
| 6       | Duarte Mendes de Sampaio              | João Nepomuceno Manfredo Leite         | Paulo Gonçalves Weber Vieira da Rosa ► Hugo Mund Júnior                                                                                |
| 7       | Duarte Paranhos Schutel               | Juvêncio de Araújo Figueiredo          | Francisco de Oliveira e Silva ► Raulino Reitz ► Leatrice Moellmann ► Kátia Rebello                                                     |
| 8       | Eduardo Duarte Silva                  | Marcos Konder                          | Vítor Konder ► Carlos Gomes de Oliveira ► Polidoro Ernani de São Thiago ► Sílvio Coelho dos Santos ► Mário Pereira ► Apolinário Ternes |
| 9       | Feliciano Nunes Pires                 | Anfilóquio de Carvalho Gonçalves       | Ivens Bastos de Araújo ► Martinho José Calado Júnior ► João Nicolau Carvalho ► Marcos Laffin                                           |
| 10      | Francisco Antônio Castorino de Farias | Delminda Silveira                      | Castorina Lobo de São Thiago ► Júlio de Queiroz ► Godofredo de Oliveira Neto                                                           |
| 11      | Francisco Carlos da Luz               | Edmundo da Luz Pinto                   | Henrique Stodieck ► Glauco Rodrigues Correia ► Hoyêdo de Gouvêa Lins ► Olsen Júnior                                                    |
| 12      | Francisco Pedro da Cunha              | Heitor Pinto da Luz e Silva            | Holdemar Meneses ► Edson Ubaldo ► André Ghiggi Caetano da Silva                                                                        |
| 13      | Francisco Tolentino                   | Tito Carvalho                          | José Artulino Besen ► Vaga |
| 14      | Gustavo de Lacerda                    | Silveira Lenzi                         | José Isaac Pilati |
| 15      | Cruz e Sousa                          | Othon da Gama Lobo d'Eça               | Celestino Sachet |
| 16      | João Justino Proença                  | Horácio Serapião de Carvalho           | Alcides Abreu ► Laerte Tavares |
| 17      | Jerônimo Coelho                       | José Arthur Boiteux                    | Oswaldo Rodrigues Cabral ► Carlos Humberto Pederneiras Corrêa ► Gilberto Gerlach ► Roberto Rodrigues de Menezes                        |
| 18      | João Silveira de Sousa                | Henrique Fontes                        | José Curi ► Vaga |
| 19      | Joaquim Antônio de São Tiago          | Arnaldo Claro São Tiago                | Arthur Pereira e Oliveira ► Sérgio da Costa Ramos                                                                                      |
| 20      | Joaquim Augusto do Livramento         | Fúlvio Aducci                          | Custódio Francisco de Campos ► Victor Antônio Peluso Júnior ► Altamiro de Moraes Matos                                                 |
| 21      | Joaquim Gomes de Oliveira e Paiva     | Joe Collaço                            | Evaldo Pauli ► Maria Tereza de Queiroz Piacentini                                                                                      |
| 22      | Jonas de Oliveira Ramos               | Nereu Ramos                            | Joaquim Domingues de Oliveira ► Luiz Gallotti ► Antônio Carlos Konder Reis ► Umberto Grillo                                            |
| 23      | José Cândido de Lacerda Coutinho      | Altino Corsino da Silva Flores         | Flávio José Cardozo |
| 24      | José Johanny                          | Francisco Barreiros Filho              | Liberato Manuel Pinheiro Neto |
| 25      | Juvêncio Martins Costa                | Amaro Seixas Ribeiro Neto              | Paschoal Apóstolo Pítsica ► Jair Francisco Hamms ► Carlos Ronald Schmidt ► Maria Tereza Mascarenhas Passos                             |
| 26      | Lauro Müller                          | Adolfo Konder                          | Sylvia Amelia Carneiro da Cunha ► Lélia Pereira da Silva Nunes                                                                         |
| 27      | Luís Delfino                          | João Batista Crespo                    | Pedro Bertolino |
| 28      | Lídio Martins Barbosa                 | Osvaldo Melo                           | Péricles Prade ► Vaga |
| 29      | Liberato Bittencourt                  | Edmundo Acácio Soares Moreira          | Napoleão Xavier do Amarante |
| 30      | Manuel Joaquim de Almeida Coelho      | Lucas Alexandre Boiteux                | Jaldyr Bhering Faustino da Silva ► Jali Meirinho                                                                                       |
| 31      | Manuel José de Sousa França           | Henrique Boiteux                       | Walter Piazza ► João José Leal |
| 32      | Manuel dos Santos Lostada             | Gustavo Neves                          | Lauro Junkes ► Amilcar Neves |
| 33      | Manuel da Silva Mafra                 | Gil Costa                              | Renato de Medeiros Barbosa ► João Paulo Silveira de Souza ► Ricardo Hoffmann                                                           |
| 34      | Marcelino Antônio Dutra               | Ogê Mannebach                          | Jorge Borges Cordeiro da Silva ► Osvaldo Della Giustina                                                                                |
| 35      | Martinho José Calado e Silva          | Haroldo Genésio Calado                 | Lídio Martinho Calado ► Rodrigo de Haro ► Luiz Alberto Silveira                                                                        |
| 36      | Oscar Rosas                           | José dos Santos de Diniz Martins       | Iaponan Soares ► João Carlos Mosimann                                                                                                  |
| 37      | Polidoro Olavo de São Tiago           | Ivo d'Aquino Fonseca                   | Licurgo Costa ► Artemio Zanon |
| 38      | Roberto Trompowski                    | Maura de Senna Pereira                 | Salomão Ribas Junior ► Vaga |
| 39      | Sebastião Catão Calado                | Carlos José da Mota de Azevedo Correia | Almiro Caldeira de Andrada ► Gilberto Callado de Oliveira                                                                              |
| 40      | Virgílio Várzea                       | Nereu Correia                          | Norberto Ungaretti ► David Gonçalves                                                                                                   |